# 板東十郎兵衛
板東 十郎兵衛（ばんどう じゅうろうべえ、正保3年（1646年） - 元禄11年11月14日（1698年12月15日））は、阿波国板野郡宮島浦（現徳島市川内町）出身の徳島藩士。近松半二の人形浄瑠璃「傾城阿波鳴門」に出てくる阿波の十郎兵衛のモデルとなった人物。

## 生涯
徳川家綱の時代に他国米（肥後米）輸入の監視役を務めていた。肥後米の一俵と阿波の一俵は換算が違うことから、船頭が差額の米を収入にすることができたが、十郎兵衛はそれを認めなかった。
このことが他国米輸入を認めない幕府の耳に入らないうちに、徳島藩は十郎兵衛一人の責任にして、罪状も明らかにせず元禄11年（1698年）に処刑した。墓所は徳島市川内町にある宝生寺。
現在は十郎兵衛が住んでいた屋敷は阿波十郎兵衛屋敷となっており、十郎兵衛を題材とした人形瑠璃が行われている。

## 板東十郎兵衛を扱った作品

### 映画
- 『阿波の踊子』（1941年、東宝、清川荘司演）
- 『阿波おどり 鳴門の海賊』（1957年、東映、清川荘司演）

### 人形瑠璃
- 『傾城阿波鳴門』（1768年、近松半二作）